# Торсковский сельский совет
Торсковский сельский совет (укр. Торськівська сільська рада) — входит в состав
Залещицкого района
Тернопольской области
Украины.
Административный центр сельского совета находится в 
с. Торское.

## Населённые пункты совета
- с. Торское
- с. Глушка
- с. Якубовка